# Rosenheim
Rosenheim (in bavarese Rousnam) è una città extracircondariale in Baviera (Germania) sul fiume Inn. È sede della gestione del circondario di Rosenheim, ma non è una parte di esso.
Con più di 60 000 abitanti (125 000 includendo l'intero distretto) Rosenheim è la terza città più grande dell'Alta Baviera, dopo Monaco di Baviera e Ingolstadt.

## Geografia fisica
Rosenheim è un importante nodo viario e ferroviario nella zona pre-alpina, a poca distanza da Monaco di Baviera (approssimativamente 60 chilometri) e da Salisburgo (approssimativamente 80 chilometri) nonché dal passo del Brennero verso l'Italia (circa 130 chilometri).
Rosenheim è situata in una zona turistica molto nota a pochi chilometri dal Chiemsee, dal Simssee e dalle montagne delle Alpi tedesche Wendelstein, Hochries e Kampenwand.
La città è attraversata dal fiume Inn.

## Economia

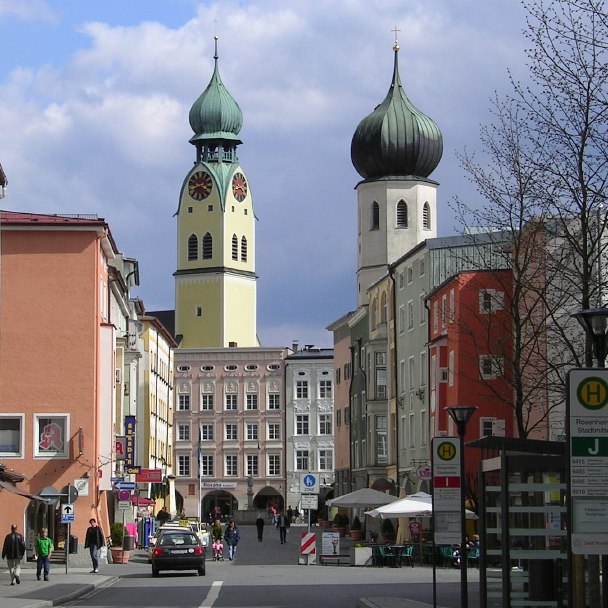
Rosenheim - Heilig-Geist-Straße & Max-Josefs-Platz

Rosenheim è il distretto commerciale più importante dell'Alta Baviera sud-orientale, garantendo un'offerta completa nei settori dell'abbigliamento, arredamento (tre grossi mobilifici), elettronica di consumo, oreficeria, gastronomia e servizi.
L'economia prevalente sin dal Medioevo, quella del legno, ha permesso alla città di sviluppare un proprio profilo ben distinto. È infatti la sede di diverse multinazionali del legno e di un centro tecnologico per la diffusione della tecnica legnaria.
Un ulteriore punto forte economico è quello legato alle tecnologie informatiche e di telecomunicazione.
| Settore                                       | Percentuale (in %) |
| --------------------------------------------- | ------------------ |
| Agrario                                       | 0,3                |
| Industriale                                   | 28,4               |
| Commerciale, alberghiero e della ristorazione | 25,0               |
| Terziario                                     | 46,3               |

Le statistiche mostrano come la quota di disoccupazione nel distretto di Rosenheim (ottobre 2007: 3,7%) negli anni 2002-2006 si situi permanentemente sotto la media nazionale (8,1%) e regionale (4,5%).

## Monumenti e opere significative
- Mittertor, antica porta (unica rimasta) della città
- Maz Joseph Platz e Ludwigsplatz, le due piazze divise dalla  Mittertor
- Chiesa parrocchiale di San Nicola, chiesa tardogotica risalente al 1450 e più volte ristrutturata
- Chiesa di San Giovanni Battista e della Santa Croce, risalente al 1668
- Cappella di Loreto, eretta ad imitazione della Basilica della Santa Casa di Loreto, risalente al XVII secolo

## Traffico
Attraverso la stazione di Rosenheim transitano le linee ferroviarie Monaco di Baviera-Salisburgo, Monaco di Baviera-Verona e quella austriaca Salisburgo-Innsbruck.
Nelle vicinanze della città si trova il nodo autostradale Inntal da cui si diramano la tratta Monaco di Baviera-Salisburgo e quella Rosenheim-Kiefersfelden che conduce verso l'Italia.

## Amministrazione

### Gemellaggi
- Lazise, dal 1974

## Particolarità
Qui si svolge, da fine agosto ai primi di settembre, la tradizionale Festa d'Autunno ovvero l'Herbstfest,
meno conosciuta ma non meno importante della celeberrima Oktoberfest.
Rosenheim era la città di origine di Jasmin, protagonista di Bagdad Café (Out of Rosenheim).
Qui nacque il nazista Hermann Göring.